# Ugashik-Peulik
Pour les articles homonymes, voir Ugashik.
L'Ugashik-Peulik est un stratovolcan situé dans la péninsule d'Alaska, aux États-Unis, au sud du lac Becharof et à l'est du lac Ugashik supérieur, dans la chaîne aléoutienne. Sa dernière éruption remonte à 1814. Il culmine à 1 474 mètres d'altitude au mont Peulik tandis que la caldeira d'Ugashik s'étend à ses pieds au sud.

## Géographie

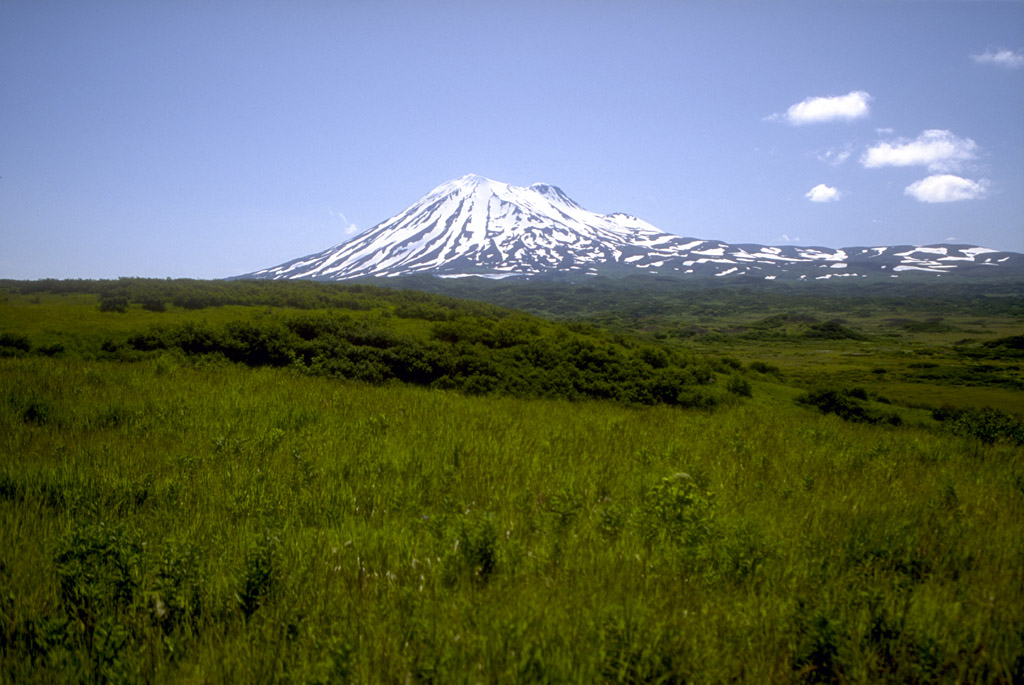
Vue du mont Peulik enneigé avec la caldeira d'Ugashik à ses pieds sur la droite et au premier plan des hummocks formés lors des effondrements du volcan.

L'Ugashik-Peulik est situé dans le nord-ouest des États-Unis, dans le sud-ouest de l'Alaska, au sein de la péninsule d'Alaska, dans le borough de Lake and Peninsula. Il est entouré par le lac Becharof au nord et à l'est, le lac Ugashik supérieur à l'ouest, les maars d'Unkirek au nord-ouest et des montagnes de la chaîne aléoutienne au sud-est.
Le volcan est composé d'une caldeira, la caldeira d'Ugashik, de 4,5 kilomètres de diamètre. Ses rebords majoritairement constitués de calcaire du Jurassique culminent à 914 mètres d'altitude. Ils enserrent un ensemble de cinq dômes de lave. Le fond de la caldeira est drainé par le Hot Springs Creek qui s'en écoule par une brèche dans le rebord méridional de la dépression pour rejoindre l'Ugashik Creek qui se dirige quant à lui vers le nord-ouest pour se jeter dans le lac Ugashik supérieur.
Le mont Peulik s'élève à 1 474 mètres d'altitude, ce qui en fait le point culminant du volcan. Son sommet est constitué d'un dôme de lave dacitique qui remplit partiellement un cratère de 1,5 kilomètre de diamètre ouvert vers l'est. Ce stratovolcan s'est édifié à 2,5 kilomètres du rebord nord de la caldeira. Les laves qu'il a émis en direction du sud ont recouvert le rebord septentrional de la caldeira tandis que celles qui se sont dirigées vers le nord en direction du lac Becharof ont parcouru jusqu'à six kilomètres de distance. La montagne a connu des effondrements dont les débris, notamment représentés par des hummocks, couvrent une superficie de 75 km2 en direction du nord-ouest. Sur son flanc oriental, à environ 1 200 mètres d'altitude, s'est édifié un petit dôme de lave qui a donné naissance à une coulée de lave en bloc.

## Histoire
La caldeira s'est formée à la fin du Pléistocène. Les cinq dômes de lave à l'intérieur de la caldeira et le mont Peulik se sont formés par la suite au cours de l'Holocène,.
La seule éruption de ce volcan qui ait été observée par les Européens s'est déroulée en 1814. Elle a produit de explosions d'indice d'explosivité volcanique de 3. Une autre éruption se serait produite en 1852 mais elle n'est pas confirmée. La datation au carbone 14 a permis de dater trois autres éruptions qui se sont produites il y a environ 1 000, 7 850 et 8 850 ans.